# Francisco Vidaurri y Villaseñor
José Francisco Vidaurri y Villaseñor fue el gobernador de la provincia mexicana de Coahuila y Texas durante un breve periodo de tiempo, en 1834. Fue un firme defensor del federalismo mexicano y fue miembro de la convención para la fundación de  la República de Río Grande en 1840.

## Biografía
Vidaurri y Villaseñor fue medio hermano de Pedro José Vidaurri y de la Cruz, quien sería el padre del político mexicano 
Santiago Vidaurri.
Villaseñor fue nombrado gobernador de la entonces provincia mexicana de Coahuila y Texas entre 1833 y principios de 1834, llegando al gobierno de dicha provincia el 8 de enero de este último año. Sin embargo, él solo mantuvo su gobierno hasta el 23 de julio, cuando fue sustituido por Juan José Elguézabal como gobernador de la provincia.
Defensor  del federalismo, viajó a San Antonio de Texas en agosto de ese año con el fin de obtener apoyo para el partido federalista. Villaseñor llegó a defender, incluso, que toda la población del norte de México era partidaria de esa ideología política, frente a la población del Sur, a la que consideraba "ignorante" y más permisiva ante gobiernos despóticos (señaló que los sureños "sólo pueden ser gobernados por un despotismo"), debido a que esta apoyaba el centralismo. Villaseñor también defendía la independencia del norte de México, planteándolo como un país independiente. Su defensa a dicha independencia se basó en las diferencias políticas entre el norte y el sur antes mencionadas (es decir, un norte federalista frente a un sur centralista). De hecho, Villaseñor estaba seguro de que su propuesta sería exitosa y de que el Norte de México, independientemente de que Texas se convirtiera en una república o siguiera siendo parte de México, obtendría su independencia. Si bien, la prensa de Texas, perteneciente a editoriales anglosajonas (caso del Telegraph and Texas Register) se oponía a la permanencia de Texas en México, aunque apoyaba a los federalistas.
El 17 de enero de 1840, Villaseñor participó en una convención celebrada en Laredo, Texas, para proclamar la llamada República de Río Grande. La nueva república estaría formada por los estados de Coahuila, Tamaulipas y Nuevo León y sería un país independiente de México. Esta convención estuvo integrada por Jesús de Cárdenas (presidente de la convención), Antonio Canales Rosillo (comandante general del ejército), Juan Nepomuceno Molano (el delegado de Tamaulipas), Manuel María de Llano (el delegado de Nuevo León), y José María Jesús Carbajal (el secretario de la convención), así como Villaseñor, quien fungió como delegado de Coahuila. Sin embargo, el nuevo país sólo duró 293 días, ya que el general mexicano Mariano Arista forzó su disolución. El país fue disuelto el 6 de noviembre de 1840. 